# Bertolonia marmorata
Bertolonia marmorata är en tvåhjärtbladig växtart som först beskrevs av Charles Victor Naudin, och fick sitt nu gällande namn av Charles Victor Naudin. Bertolonia marmorata ingår i släktet Bertolonia och familjen Melastomataceae. Inga underarter finns listade i Catalogue of Life.